# Баширов, Гумер Баширович
Гуме́р Баши́рович Баши́ров (1901—1999) — советский татарский писатель, поэт, редактор, очеркист, военный корреспондент, ученый-фольклорист и общественный деятель. Народный писатель Татарской АССР (1986). Лауреат Сталинской премии второй степени (1951). Член ВКП(б) с 1928 года.

## Биография
Гумер Баширов родился в деревне Янасала (ныне Республика Татарстан) в семье крестьянина-середняка. До 13 лет учился у муэдзина, затем в деревенской школе, летом помогал родителям. В 1919—1920 годах Г. Баширов работал учителем в школе 1-й ступени. В 1920 году был мобилизован в РККА. Участвовал в боях за Перекоп и с махновскими бандами. Из армии демобилизован в 1924 году. В 1925—1929 годах служил в органах рабоче-крестьянской милиции, был народным судьёй. В 1929—1932 годах работал в органах юстиции в сельских районоах Татарской АССР. В 1932 году он назначен редактором районной газеты, а затем работал литературным сотрудником и зав. отделом областной газеты «Кызыл Татарстан». В 1936—1944 годах Г. Баширов на редакторской работе в журнале «Совет Әдәбияты», в Татгосиздате и радиокомитете Татарской АССР. В 1944—1948 годах редактор Таткнигоиздата. В 1934 году окончил Институт марксизма-ленинизма.
Депутат ВС Татарской АССР (1951—1955). Депутат ВС СССР (1954—1962). Председатель правления СП Татарии (1949—1953). Секретарь СП РСФСР по национальным литературам (1950—1958). Почётный гражданин города Казани. Член Совета аксакалов.
Умер Г. Б. Баширов 7 мая 1999 года. Похоронен на Татарском кладбище в Ново-Татарской слободе Казани.

## Творчество
Литературной деятельностью занимается с 1931 года. За этот период им написан ряд произведений. Среди них рассказы «Мать», «Последняя драка», «Лес шумит», «В один из дней», «Джигит, приехавший в гости», сборник рассказов и очерков «Месть», сборник военных очерков «Гармонист», повесть «Сиваш» (1937) о героической борьбе Красной Армии на Южном фронте. Г. Баширов много работал над собиранием и записыванием татарского фольклора. Опубликовал книги «Народные сказки», «Тысяча и один мэзэк» (1963). В 1948 году писатель опубликовал роман «Честь» о татарском колхозе в годы Великой Отечественной войны.
В послевоенные годы Башировым были написаны роман «Семь ключей Алтынбикэ» (1977—1978), автобиографическая повесть «Родимый край — зелёная моя колыбель» (1967), повесть «Семерица» о нравственных истоках традиций, обрядов, обычаев, национальных черт родного народа. Им также написаны повести «Ветры осенние…» (1984), «О судьба, судьба» (1990).

## Награды и премии
- Сталинская премия второй степени (1951) — за роман «Намус» («Честь») (1948)
- Государственная премия Республики Татарстан имени Габдуллы Тукая (1996) — за новеллу «Сарут» («Пырей») (1990) и рассказы 1970—1980 годов
- орден Ленина (14.06.1957)
- орден Октябрьской Революции (20.01.1971)
- орден Трудового Красного Знамени
- орден Дружбы народов (06.01.1981)
- орден Красной Звезды
- медаль «За доблестный труд в Великой Отечественной войне 1941-1945 гг.»
- почётная грамота Президиума ВС Татарской АССР
- народный писатель Татарской АССР (1986)